# تپی کویکی
تپی کویکی (انگلیسی: Teppei Koike؛ زادهٔ ۵ ژانویهٔ ۱۹۸۶) یک موسیقی‌دان اهل ژاپن است. وی از سال ۲۰۰۲ میلادی تاکنون مشغول فعالیت بوده‌است.